# Саркисянц, Мануэль
Мануэ́ль Саркися́нц (нем. Emanuel Sarkisyanz, 23 июня 1923 — 12 марта 2015) — немецкий социолог, политолог и историк, исследователь религиозных истоков народнического социализма России, Латинской Америки, Юго-Восточной Азии. Почётный профессор Гейдельбергского университета и член Академии наук Юкатана, Мексика. Армянин по национальности.

## Биография
По национальности армянин. Отец — врач, выпускник Харьковского университета, участник Первой мировой войны. Мать — актриса русского театра. В 1929 г. семья переехала в Тегеран. Воспитывался в русском пансионе в Швейцарии. Учился в Тегеранском университете, Иранском институте в Нью-Йорке. В 1952 году получил докторскую степень в Чикагском университете.
В 1956 году издал свою первую книгу «Россия и мессианизм Востока» (русский перевод вышел в 2005 в издательстве Санкт-Петербургского университета), предисловие к которой написал Питирим Сорокин. С 1956 по 1958 был референтом по Юго-Восточной Азии Немецкого общества внешней политики (DGAP). В 1960 году приглашённый профессор истории в университете Киля. С 1961 по 1962 год истории и политике Южной Азии во Фрайбурге и с 1962 по 1963 приглашенный профессор в университете Канзаса. 1963—1967 годах был доцентом во Фрайбургском университете.
В 1965 г. вышла его книга «Буддийский контекст бирманской революции» о буддистских истоках азиатского социализма. С 1967 года был профессором политологии института Южной Азии Гейдельбергского университета. Стал известен своим курсом лекций об английских корнях немецкого фашизма. Изданы отдельной книгой под названием «Английские модели Гитлера. От британской к баварско-австрийской расе властителей» (русский перевод вышел в 2003 г. в петербургском издательстве «Академический проект»). Саркисянц обнаруживает истоки нацистской философии в империалистической идеологии и практике Британской империи. По мнению Саркисянца, настоящим учителем нацистов был английский философ Томас Карлейль. В 1975 г. издал книгу «Современная история Закавказской Армении» («A Modern History of Transcaucasian Armenia»).
После ухода на пенсию жил поочерёдно в Кече, в Гейдельберге и Мериде (Мексика).

## Научные труды
- Английские корни немецкого фашизма: От британской к австро-баварской «расе господ» / Пер. с нем. — СПб.: Академический проект, 2003. — ISBN 5-7331-0169-5
- Россия и мессианизм. К «русской идее» Н. А. Бердяева / Пер. с нем. — СПб.: Изд-во СПбГУ, 2005. — 272 с. — ISBN 5-288-03601-2